# 天使祝詞 (漫画)
『天使祝詞』（てんししゅくし）はくさなぎ俊祈の漫画。月刊ウィングス（新書館）で2001年から2007年まで連載された。
また、2007年にはドラマCD化もされている。
「天使祝詞」とは本来カトリック教会の聖母マリアへの祈祷文「 アヴェ・マリアの祈祷文」の文語訳での呼称。

## 物語
殺人人形（キリングドール）として、感情のない様育てられた少年・結。
人の殺し方は知っていても、涙の流し方は知らない彼を優しく見守る神父で暗殺者の宮城や、幼いながらも日本刀を扱う駿河らと与えられた任務を遂行していく。

## 登場人物

### 組織
結（ゆい）
本作の主人公。ある組織によって感情の無い暗殺者「殺人人形（キリングドール）」として育てられた少年。赤く長い三つ編みが特徴。
組織からは人殺し以外何も教わっていないため、人間生活の知識が乏しい。しかし、殆どの言語を喋れる事や車やヘリコプターを運転・操縦できる等、人並み以上に頭は良い。
普段は宮城の教会に入り浸っているが、彼の部屋は組織の中にあり直接の上司は宮城ではなく、駿河の育ての親の所長である。ちなみに彼の部屋はいくつもの監視カメラがついており、二十四時間所長や相方である女性（名前の公表なし）が見張っている。
感情のない様育てられているが、宮城にだけは心を開いており、彼が本当に自分を大切に想っているかを確かめる為にわざわざ怒らすような事をする辺り、彼と過ごす事で少しずつ感情が生まれている。
駿河の事はお互いに嫌悪しあっているが、良くつるんで行動する辺りなんだかんだ言って仲は良い。
実の父親は、宮城が訓練の一環として国外派遣された傭兵達の隊長だった「諫早」（しかし結はその事を知らない）
宮城（みやぎ）
結が入り浸っている教会の神父で、同じく暗殺者で狙撃者（スナイパー）。戸籍がない。
結の事を誰よりも大切に想っており、その為滅多な事がないと彼を怒ったりしない。しかし一度だけ結を怒った事がある。
料理が得意らしく、「他人に出されたものを簡単に口に入れるな」と教わってきた結でも、彼の料理だけは食べる。
昔、訓練の一環として傭兵をしていた。そこで傭兵達の隊長の「諫早」と出会い彼の子供である結の面倒を頼まれる。それ以来、宮城にとって結は「生きる意味」となる。
なぜ暗殺者なのに神父をしているかというと「神様がこの世で一番残酷だからだよ」との事。ちなみにこの言葉は諫早が宮城に「神様を信じているのか」と聞かれたときに答えた言葉である。
組織の情報屋である紅葉からは好意を寄せられているが、それに気付いているかは不明。
駿河（するが）
ショタ系の男の子で、結や宮城と同じ暗殺者。関西弁を用いている。
実の両親を所長に斬り殺され、それ以来ずっと所長の下で育ってきた。しかし本人は所長が実の両親に手をかけたことを知らない。
幼いながらも自分の身長より長い日本刀を使い、任務を遂行していく。
「心を開いた人間に対して非情になれない」という、暗殺者としては致命的な欠点がありその事で一時期、結を酷く恨んでいた事がある。
本作品の中では一番喜怒哀楽が激しく、人間らしい。所長のつくるパフェが好物である。
所長（しょちょう）
結・宮城の直接の上司で、駿河の育ての親。喫煙者。
組織の幹部だが、その一方で街中で喫茶店を営業している。
駿河の実の両親を斬り殺したという過去を持つ。暗殺者として活動していた当時は「駿河」という名前だった。
短気で怒り易く、よく駿河を怒っているがそれは駿河を大切に想っているからこその愛情表現らしい。その事は駿河も「痛いほど」理解している。
宮城といる事で結が人間らしく育っている事を部下に指摘された時も、「上層部（うえ）に報告する必要はない」と言っている事から、結の人間らしさを望んでいるような描写がある。
音桐（おとぎり）
宮城の友人で、同じく暗殺者。
元々人殺しが気質に会わないらしく、途中から組織から与えられた薬物で無理矢理人殺しを行っていた。しかし薬物の効果が出ている最中の事を本人は夢だと思っていて、いつも快楽殺人を続けていた。
組織から結に彼の暗殺命令が出て、最後は宮城にとどめを刺され、死亡する。
諫早（いさはや）
結の実の父親で、かつては組織の暗殺者だった。その時のコードネームは「殺人人形（キリングドール）」。クオーターで片方の目が深緑である。
組織から逃亡し、傭兵として色々な国を渡り生活していた。
無愛想ながらも、子供好きという一面をもっており国に置いてきた結に対しては超親バカであった。
敵国との闘争中、宮城を庇い大怪我を負う。死ぬ間際に宮城に結を事を任せ、宮城にとどめを撃ってもらった。
そして宮城に結という生きる意味を捧げた人物。
クリスチャンで、死んだ仲間に対しては必ず祈りを捧げていた。神を信じている理由は「神様はこの世で一番残酷だから」。
ドクター（どくたー）
組織の医者。本人曰く「ちゃんとした闇医者」。結の主治医らしいが、彼が結の手当てをする事は殆ど無い。
猫が好きらしく、彼のいるところには必ず猫がうろついている。
優しそうなイメージだが、実際は腹黒く冷血。
結の事は「ドール」、宮城の事は「神父」と呼んでいる。
紅葉（くれは）
組織の情報屋で、宮城に好意を寄せている。宮城の「一番」である結が大嫌いらしい。
海外で仕事を行っていた。

### その他
齋藤未来（さいとう　みき）
組織の幹部の娘で、結に好意を抱いている。紅葉とは幼馴染。
病気でもう長くはないらしく、その為結に「私を殺して欲しい」と依頼した。
過去に酷いイジメにあっており、つまらない人生を送っていたところで結と出会い、彼に一目惚れする。なかなか結に対して素直になれない。いわゆるツンデレキャラ。
「私を一生殺してはだめ。そういう人間なの」と言って結を戸惑わせたり、デートと言って振り回したりするなど病人の割には元気。
彼女の行動で、徐々に結が人間らしくなっている。
西（にし）
T医大の内科医で未来の主治医でありながら、未来に異様な執着を持つ。
勤務態度も良く患者からも慕われていたが、マンションで若い女の死体を保存。遺体にはエンバーミングを施し、花嫁衣装を着せていた等の裏の顔を持っていた。
そして未来にも手を加えようとしたが、かけつけた結と宮城によって阻止される。
最期は、結にナイフで顔にとどめを討たれた。

## ドラマCD
新書館より、2007年9月15日に発売。

### キャスト
- 結：皆川純子
- 駿河：釘宮理恵
- 宮城：岸尾だいすけ
- 所長：遊佐浩二
- 京也：柿原徹也
- 富田会長：上別府仁資
- 木島：稲葉実
- 女性秘書：水野理紗